# Nikolaus Valdenaire
Nikolaus Valdenaire (* 24. Mai 1772 in Ventron, Département Vosges, Frankreich; † 9. August 1849 in Freudenburg vermutlich an Cholera) war französischer Soldat, Abgeordneter im Rheinischen Provinziallandtag, Gutsbesitzer des Roscheider Hofs und einer der Revolutionäre der Revolution von 1848/49 in Saarburg.

## Leben

### Französische Zeit
Valdenaire kam im Alter von 17 Jahren als Soldat der Französischen Revolutionsarmee in das Trierer Land. 1801 hat er in die Familie Schmitt aus Trier eingeheiratet. Er war ab 1803 Einnehmer in den Kantonen Konz und Saarburg und leitete das Einregistrierungsbüro für die Kantone Merzig, Saarburg und Konz. Durch Ersteigerung von enteignetem Klostergut war er zu beträchtlichem Wohlstand gekommen. Zu den erworbenen Gütern zählte unter anderem der Kunoturm in Saarburg, den er selbst bewohnte und der Roscheider Hof bei Konz, der 1802 dem Staat zugeschlagen und am 7. März 1805 vom Nikolaus Valdenaire zusammen mit Mitgliedern der Familie Schmitt aus Trier und Mertert für 8500 Franc ersteigert wurde. 1807 wurde er Mitglied der Trierer Freimaurerloge.

### Preußische Zeit
Das Trierer Land wurde nach dem Wiener Kongreß von 1815 dem preußischen Rheinland zugeschlagen. Nikolaus Valdenaire wurde als Jugendlicher von den Idealen der französischen Revolution geprägt. Damit musste er in Konflikte mit den autoritären Strukturen des preußischen Staates kommen.
Er war aber weiterhin politisch tätig. Im Jahre 1833 wurde er für den Stand der Landgemeinden im Regierungsbezirk Trier in den 4. Rheinischen Provinziallandtag gewählt. Einem Parlament, das nur der Beratung der Krone diente und geringe Entscheidungskompetenzen hatte. Am 13. Januar 1834 an in der „Casinogesellschaft“ in Trier ein „feierliches Festmahl“ statt, an dem 160 Personen teilnahmen, darunter der Bürgermeister Wilhelm von Haw und Peter Ludwig Mohr. Die Festrede hielt Heinrich Marx, welche vom preußischen Justizminister Karl Albert von Kamptz verurteilt wurde.
In seiner Funktion als Abgeordneter reichte er anlässlich des Besuchs des Preußischen Kronprinzen in Saarburg eine Petition ein, die er von 160 weiteren Personen unterschreiben ließ. Diese richtete sich inhaltlich vor allem gegen zu hohe Steuern eine aufgeblähte und unfähige Bürokratie. Sie wurde in Empfang genommen. Eine Antwort erfolgte nie, jedoch wurde gegen den Urheber Anklage wegen aufrührerischer Tätigkeit erhoben. In der ersten Instanz wurde er im Jahr darauf zu 6 Monaten Gefängnis verurteilt, in der zweiten Instanz vollkommen freigesprochen, musste jedoch die Untersuchungskosten beider Instanzen tragen.
Nikolaus Valdenaire wurde 1848 als Wahlmann für die preußische Nationalversammlung und die Frankfurter Nationalversammlung gewählt. In das Berliner Parlament hatten die Wahlmänner seinen Sohn Viktor Valdenaire, einen Freund von Karl Marx, gewählt.